# 마우리시오 포체티노
마우리시오 로베르토 포체티노 트로세로(스페인어: Mauricio Roberto Pochettino Trossero, 스페인어 발음: [mawˈɾisjo potʃeˈtino]; 1972년 3월 2일~)는 아르헨티나의 축구 감독이자 전(前) 축구 선수로, 현재 미국 축구 국가대표팀의 감독을 맡고 있다.
현역 시절 센터백으로 뛴 포체티노는 1989년 프리메라 디비시온의 뉴얼스 올드 보이스에서 데뷔하며 선수 생활을 시작했다. 그는 1994년 라리가의 에스파뇰로 이적해 2000년 5월 에스파뇰이 1999-2000 코파 델 레이에서 우승하는데 기여했다. 그는 2001년 파리 생제르맹으로 이적하며 리그 1 생활을 시작했고, 지롱댕 드 보르도를 거쳐 2004년 에스파뇰로 돌아와 2005-06 코파 델 레이 우승을 달성한 후 2006년에 은퇴했다.
포체티노는 아르헨티나 축구 국가대표팀에서 총 20경기를 소화하며 2득점을 올렸고, 1999 코파 아메리카와 2002 FIFA 월드컵에 출전했다.

## 구단 경력
1988년 아르헨티나의 뉴얼스 올드 보이스에 입단하여 데뷔했고, 1994년에 RCD 에스파뇰로 이적했다. 2001년에는 파리 생제르맹 FC, 2003년에는 FC 지롱댕 드 보르도로 이적하였고, 다시 RCD 에스파뇰로 이적하여 2006년에 은퇴할 때까지 선수 생활을 했다.

## 국가대표 경력
A매치 20경기에 출전하여 2골을 넣은 것이 전부다. 2002년 FIFA 월드컵에 출전하였는데, 삿포로 돔에서 열린 잉글랜드전에서 페널티 지역에서 마이클 오언의 시뮬레이션 액션에 휘말려 파울을 범했고, 데이비드 베컴에게 페널티킥을 허용하여 아르헨티나에 패전의 빌미를 제공하였다. 이 경기 후 아르헨티나는 미야기에서 열리는 마지막 경기인 스웨덴전을 무조건 이겨야 자력으로 16강에 진출할 수 있었지만 스웨덴과의 경기에서 1:1로 비겼고, 승점 1점을 추가하는데 그쳐 아르헨티나는 1승 1무 1패로 조별 예선에서 탈락하고 말았다. 아르헨티나의 영원한 숙적인 잉글랜드전 패전의 여파로, 포체티노는 은퇴할 때까지 더 이상 아르헨티나 축구 국가대표팀의 부름을 받지 못했다.

## 지도자 경력
2006년을 마지막으로 은퇴한 후 RCD 에스파뇰 위민 팀 등지에서 지도자로 활동하고 있다가, 2009년에 RCD 에스파뇰의 감독으로 선임되면서 본격적으로 감독 커리어를 시작했다.
RCD 에스파뇰의 감독에서 사퇴한 후 영원한 숙적 영국으로 건너가 2013년 1월에 사우샘프턴 FC의 감독으로 선임되어 2시즌 동안 사우샘프턴을 이끌었고, 2014년 5월에 토트넘 홋스퍼 FC의 감독으로 영입됐다. 2018/19 챔피언스리그에서 손흥민과 루카스 모우라와 같은 선수들의 선전을 통하여 토트넘을 구단 역사상 최초로 챔피언스리그 결승전으로 이끌었다.
2019년 11월 19일 프리미어리그와 챔피언스리그에서의 성적 부진으로 토트넘 홋스퍼에서 경질됐다.

#### 파리 생제르맹 FC
2021년 1월 2일 선수 시절 활약했던 팀 파리 생제르맹 FC의 감독으로 선임됐다. 리그 1 2021-22 우승을 이끌었으나, 2022년 7월 5일 2021-22년 UEFA 챔피언스리그 16강 탈락의 성적 부진으로 인하여 경질됐다.

#### 첼시 FC
2023년 5월 29일, 첼시 FC는 프랭크 램파드의 뒤를 이어 포체티노가 2023-24 시즌부터 첼시를 지휘할 감독으로 선임되었다고 발표했다. 포체티노는 첼시와 2년 계약을 맺었고, 계약을 1년 더 연장할 수 있는 옵션이 계약 안에 들어 있다.
그러나 기대만큼 좋은 모습을 보여 주지 못해, 2024년 5월 21에 첼시 FC와 결별했다.

#### 미국 축구 국가대표팀
때마침 그레그 버홀터의 후임 감독을 찾고 있었던 미국 축구 국가대표팀에서 감독 제의가 온 것으로 알려졌다.
2024년 9월 10일에 미국축구협회는 포체티노의 선임을 공식 발표했다. 이에 따라 포체티노는 지도자 커리어 최초로 국가대표팀 감독을 맡게 됐다.

## 기록[4]

### 선수

#### 뉴웰스 올드 보이스 (1989~1994)
- 프리메라 디비시온: 1991, 1992 클라우스라

#### RCD 에스파뇰(1994~2000),(2004~2006)
- 코파 델 레이: 1999-2000, 2005-06

#### 파리 생제르맹(2001~2003)
- UEFA 인터토토컵: 2001

### 감독

#### 파리 생제르맹(2021~2022)
- 리그 1 : 2021-22
- 쿠프 드 프랑스 : 2020-21
- 트로페 데 샹피옹 : 2020

### 개인
- 프리미어리그 이달의 감독상 (4): 2013년 10월, 2015년 9월, 2016년 2월, 2017년 4월
- 런던 풋볼 어워드 올해의 감독 : 2018-19